# 阿拉赫索斯河

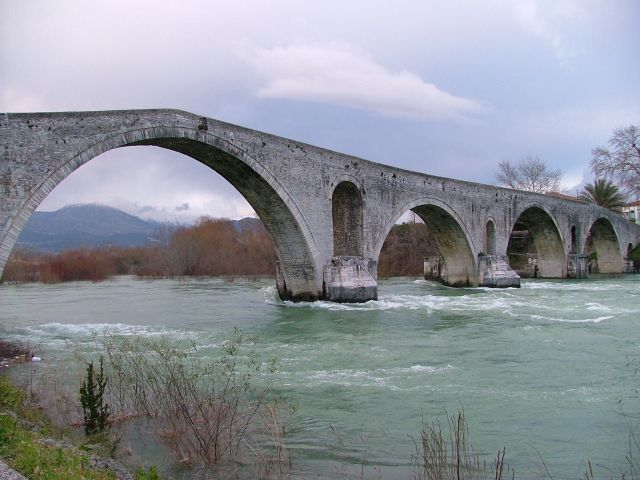
阿拉赫索斯河

阿拉赫索斯河（希臘語：Άραχθος）是希臘的河流，位於希臘東部的伊庇魯斯大區。全長110公里。
阿拉赫索斯河發源於品都斯山脈上的城鎮迈措沃附近，起初流向西方，在接近約阿尼納湖東方轉為南下，與東側的阿薩馬尼卡山並下。最終在阿爾塔東南端注入阿姆夫拉基亚湾。